# José Inácio Xavier de Brito
José Inácio Xavier de Brito foi um político brasileiro.
Foi governador de Goiás, de 1 de julho de 1893 a 16 de julho de 1895.